# De Bossche Groenen

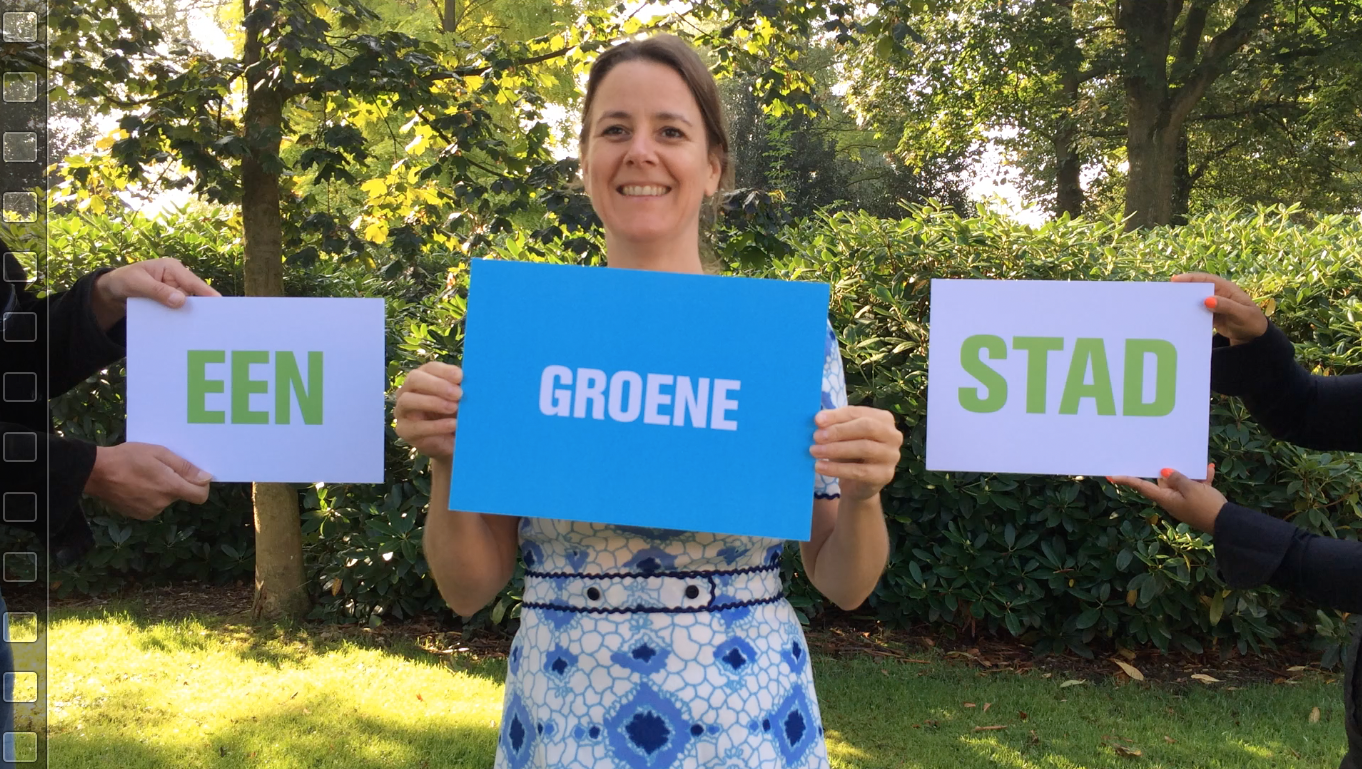
fractievoorzitster Judith Hendrickx in een campagnefilm

De Bossche Groenen is een lokale politieke partij in de Nederlandse gemeente 's-Hertogenbosch, opgericht door Judith Hendrickx. Na acht jaar raadslid voor GroenLinks geweest te zijn, werd zij in december 2009 uit de gemeenteraadsfractie van deze partij gezet, nadat zij tegen de plannen voor een parkeergarage aan de Hekellaan had gestemd.
De partij richt zich op 'groene' thema's zoals behoud van monumentale bomen, milieu en het terugdringen van het autoverkeer. De Bossche Groenen behaalde bij de gemeenteraadsverkiezingen in 2010 met een blanco lijst (lijst 12) één zetel in de gemeenteraad van 's-Hertogenbosch. Bij de verkiezingen eind 2014 behaalde De Bossche Groenen weer een zetel en werd Judith Hendrickx herkozen.
| Gemeenteraadszetels | Gemeenteraadszetels | Gemeenteraadszetels | Gemeenteraadszetels |
| 2010                | 2014                | 2018                | 2022                |
| ------------------- | ------------------- | ------------------- | ------------------- |
| 1                   | 1                   | 3                   | 3                   |